# Cristinești
Cristineşti é uma comuna romena localizada no distrito de Botoşani, na região de Moldávia . A comuna possui uma área de 63.75 km² e sua população era de 3796 habitantes segundo o censo de 2007.